# Kampung Belakang
Kampung Belakang is een bestuurslaag in het regentschap Aceh Barat van de provincie Atjeh, Indonesië. Kampung Belakang telt 1697 inwoners (volkstelling 2010).